# Kaľamenová
Kaľamenová je obec na Slovensku v okrese Turčianske Teplice. Nachází se na levém břehu řeky Turiec, asi 7 km severozápadně od Turčianských Teplic. V roce 2023 zde žio 98 obyvatel.

## Historie
První zmínka o obci pochází z roku 1240.

### Památky
- Pozdně renesanční kúria z 17. století.

## Geografie
Obec se nachází v nadmořské výšce 495 metrů, na pravém břehu potoka Jasenica. 